# Sterpo
Sterpo (Sterp in friulano) è una frazione del comune di Bertiolo (Udine) di 25 abitanti.

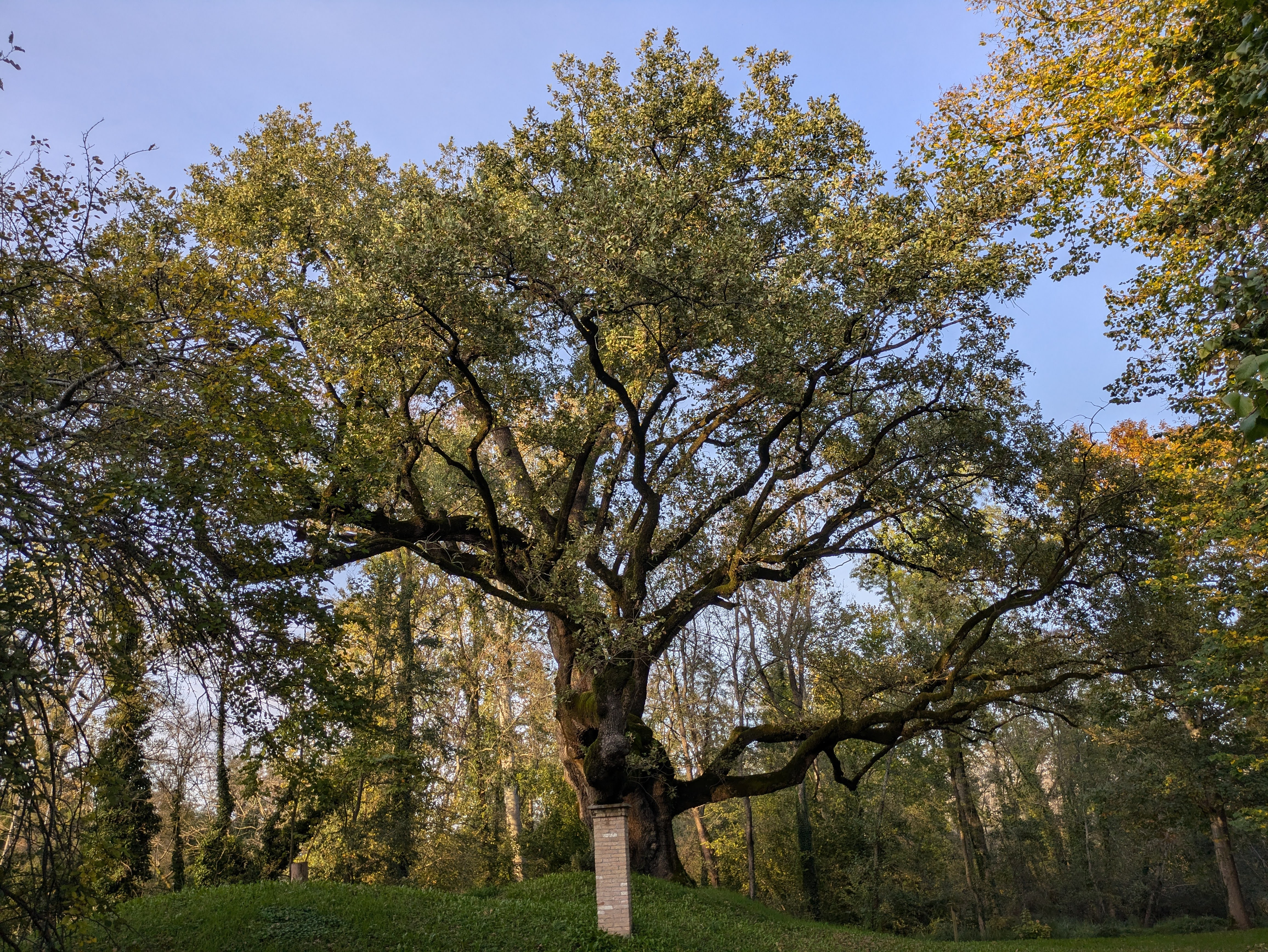
La farnia monumentale nel parco della villa

In questa piccola frazione si trova una villa che fu della famiglia Colloredo, in origine un castello fortificato che fu probabilmente edificato anteriormente al XIV secolo. 

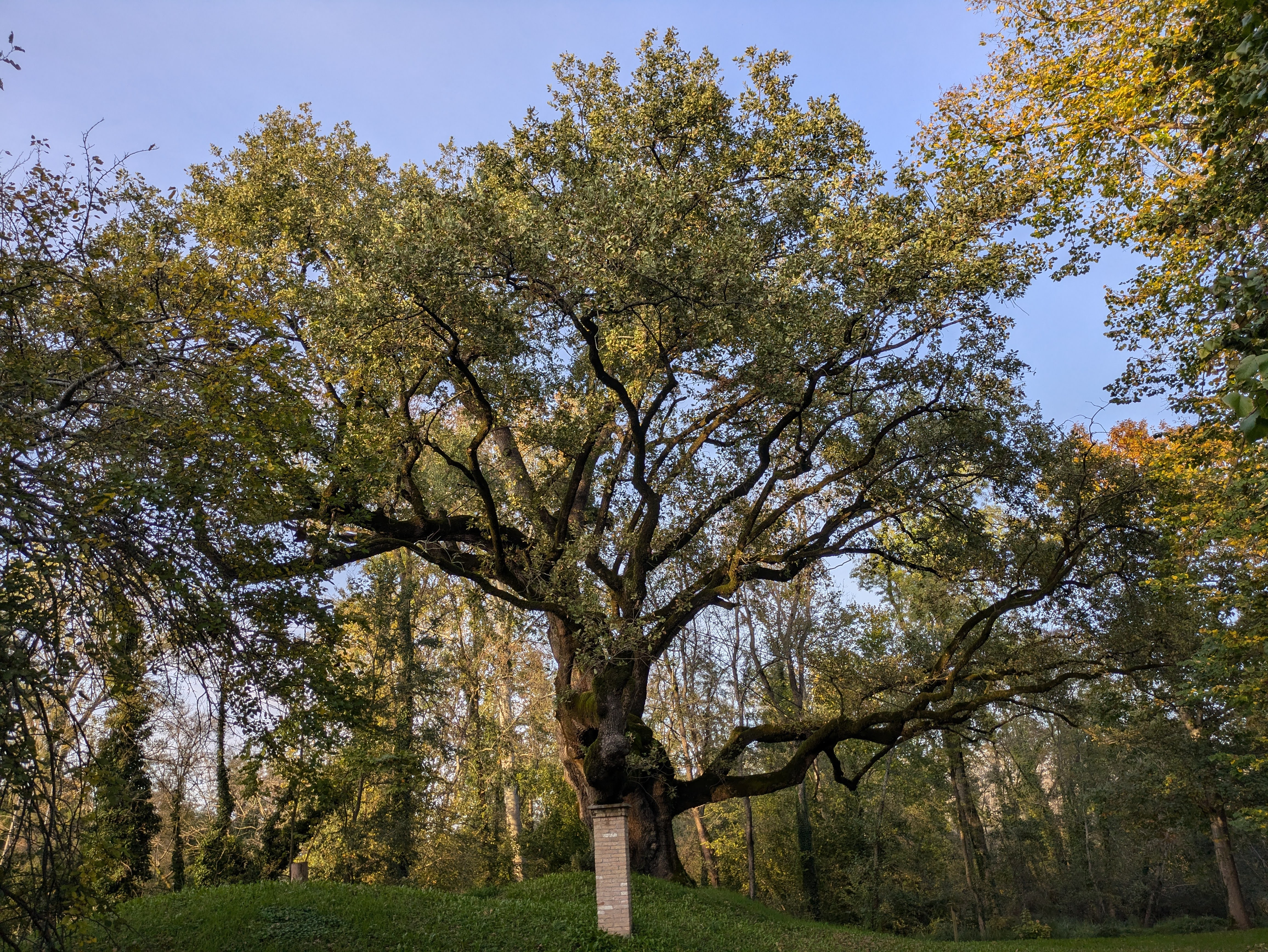
Esemplare di Quercus robur in un parco di una villa

All'interno vi trova dimora un esemplare di Farnia (Quercus robur) con un'età stimata di 600 anni, tra le querce più grandi e antiche d’Italia e dichiarato albero monumentale.